# Tachysurus spilotus
Tachysurus spilotus är en fiskart som beskrevs av Ng 2009. Tachysurus spilotus ingår i släktet Tachysurus och familjen Bagridae. IUCN kategoriserar arten globalt som otillräckligt studerad. Inga underarter finns listade i Catalogue of Life.